# Botryosphaeria festucae
Botryosphaeria festucae är en svampart som först beskrevs av Marie Anne Libert, och fick sitt nu gällande namn av Arx & E. Müll. 1954. Botryosphaeria festucae ingår i släktet Botryosphaeria och familjen Botryosphaeriaceae.  Arten är reproducerande i Sverige. Inga underarter finns listade i Catalogue of Life.